# Barnes Compton

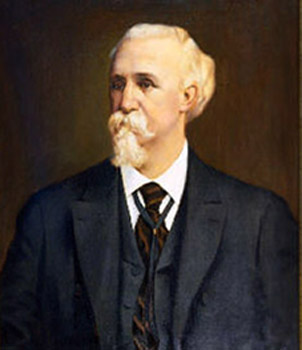
Barnes Compton

Barnes Compton (* 16. November 1830 in Port Tobacco Village, Charles County, Maryland; † 4. Dezember 1898 in Laurel, Maryland) war ein US-amerikanischer Politiker. Zwischen 1885 und 1894 vertrat er zweimal den Bundesstaat Maryland im US-Repräsentantenhaus.

## Werdegang
Barnes Compton war der Urenkel des Kongressabgeordneten Philip Key (1750–1820). Er besuchte die Charlotte Hall Academy im Saint Mary’s County und studierte danach bis 1851 am Princeton College. Compton wurde in eine reiche Pflanzerfamilie hineingeboren und betätigte sich auch selbst auf diesem Gebiet. Vor dem Bürgerkrieg gehörte er zu den größten Sklavenhaltern in Maryland. Im Jahr 1872 wurde die Plantage wegen finanzieller Schwierigkeiten infolge der veränderten Lage, unter anderem der Abschaffung der Sklaverei, verkauft. Politisch wurde er Mitglied der Demokratischen Partei. Zwischen 1860 und 1861 saß er im Abgeordnetenhaus von Maryland; in den Jahren 1867, 1868, 1870 und 1872 gehörte er dem Staatssenat an, dessen Präsident er in den Jahren 1868 und 1870 war. Von 1873 bis 1874 fungierte er als Tabakinspektor der Regierung von Maryland; zwischen 1874 und 1885 war er Finanzminister (Treasurer) seines Staates. Seit 1880 lebte er in Laurel.
Bei den Kongresswahlen des Jahres 1884 wurde Compton im fünften Wahlbezirk von Maryland in das US-Repräsentantenhaus in Washington, D.C. gewählt, wo er am 4. März 1885 die Nachfolge von Hart Benton Holton antrat. Nach einer Wiederwahl konnte er zunächst bis zum 3. März 1889 zwei Legislaturperioden im Kongress absolvieren. Er wurde auch im Jahr 1888 gewählt, konnte das erneute Mandat aber nur zwischen dem 4. März 1889 und dem 20. März 1890 ausüben. An diesem Tag musste er sein Mandat an Sydney Emanuel Mudd abtreten, der gegen den Wahlausgang erfolgreich Widerspruch eingelegt hatte.
Bei den Wahlen des Jahres 1890 wurde Compton erneut im fünften Distrikt seines Staates in den Kongress gewählt, wo er am 4. März 1891 Mudd wieder ablöste. Nach einer Wiederwahl konnte er bis zu seinem Rücktritt am 15. Mai 1894 im US-Repräsentantenhaus verbleiben. Im Anschluss an seine Zeit im Kongress war Barnes als Naval Officer bei der Hafenverwaltung von Baltimore angestellt. Er starb am 4. Dezember 1898 in Laurel und wurde in Baltimore beigesetzt.